# James Patrick Stuart
James Patrick Stuart (ur. 16 czerwca 1968 w Encino) – amerykański aktor.

## Filmografia

### Seriale
- Galactica 1980 (1980) jako doktor Zee
- Wszystkie moje dzieci (1989–1992)
- Seinfeld (1996) jako Brett
- Sliders (1996)
- Proste życie (1998)
- Frasier (1998) jako Guy
- Brawo, bis! (1998–1999)
- JAG (2001)
- Andy Richter – władca wszechświata (2002–2004) jako Keith
- Second Time Around (2004–2005) jako Derek
- CSI: Kryminalne zagadki Las Vegas (2003–2005)
- Byle do przodu (2004–2006)
- Gdy rozum mówi nie (2006)
- The Closer (2006–2009)
- Wolverine and the X-Men (2008–2009)
- 90210 (2008–2009)
- Pingwiny z Madagaskaru (od 2008) jako Szeregowy, Joey, Dodatkowe głosy
- Nie z tego świata (od 2011) jako Richard Roman
- Klub Winx jako Mike, Bloom's adoptive father
- Ja w kapeli (2011) jako Jack Campbell
- Taniec rządzi (2013) jako Lance

### Filmy
- Gettysburg (1993)
- Ucieczka do Edenu (1994)
- Fix (1997)
- Bogowie i generałowie (2004)
- Cruel World (2005)
- Remarkable Power (2008)
- The Man Who Came Back (2008) jako Billy Duke
- Jack Rio (2008)
- Wyobraź sobie (2009)
- To skomplikowane (2009) jako dr Moss
- Scooby Doo: Abrakadabra-Doo (2010)
- Pingwiny z Madagaskaru (2010)
- Liga Sprawiedliwych: Kryzys na dwóch Ziemiach (2010)
- Szczypta miłości (2012) jako Gill
- Złego coś się skrada (2014)

### Gry video
- Call of Duty 2 jako szeregowy MacGregor
- Kingdom Hearts II jako Xigbar
- Kingdom Hearts: 358/2 Days jako Xigbar
- Kingdom Hearts: Birth by Sleep jako Braig